# Bob Munden
Robert William Munden, Jr (08 de fevereiro de 1942 Kansas City, Missouri — 10 de dezembro de 2012 (70 anos) Butte, Montana), foi um atirador de exibição americano que atuava com revólveres, rifles e espingardas. Ele é mais conhecido por deter 18 recordes mundiais no esporte "Fast Draw" e por ter o título de "O homem mais rápido com uma arma que já viveu" concedido a ele pelo Guinness World Records.

## Biografia
Munden nasceu em Kansas City, Missouri, Estados Unidos, e começou sua carreira de atirador aos 11 anos no sul da Califórnia. Começando no ensino médio, Bob competiu nas competições "Big Bear Leatherslaps" de Jeff Cooper com munição real em Big Bear Lake, Califórnia, na década de 1950. Os "Leatherslaps" eventualmente se tornaram a "South Western Combat Pistol League" (SWCPL). Quando Munden tinha 16 anos, ele ficou em segundo lugar no "Leatherslap" de 1958 usando um Colt .45 Single Action emprestado de Cooper. Ele afirmou ter ganho mais de 3.500 troféus de saque rápido.
Depois de iniciar no tiro de exibição, Munden fez várias demonstrações para públicos em todo o país, uma vez com John Satterwhite. Munden também fez demonstrações de tiro em programas de televisão em todo o mundo, incluindo Superhumans de Stan Lee no History Channel, no American Shooter, Shooting USA, Shooting USA's Impossible Shots e Ripley's Believe It or Not entre outros. Munden também era um armeiro personalizado.

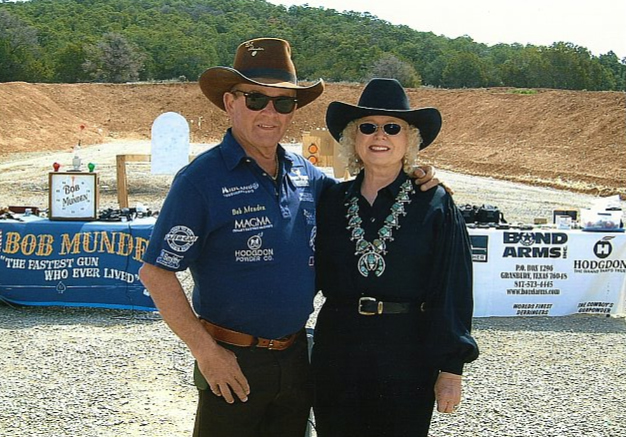
Bob e Becky Munden - 2005 no Live Ammo Show SASS EOT, Novo México.

## Controvérsia de recorde
O Guinness Book of World Records listou Bob Munden na década de 1980 e nas edições anteriores como o "Homem mais rápido com uma arma que já viveu", mas eles descontinuaram a publicação de recordess de Munden em edições posteriores para que o livro pudesse ser aprovado como uma referência fonte para bibliotecas escolares. Isso gerou polêmica entre os atiradores mais jovens sobre os recordes que Munden alegou possuir. Os críticos de Munden argumentaram que seus recordes não são suficientemente bem documentados para serem válidos e que atualmente ele não detém nenhum recorde mundial oficial do "Fast Draw". O Fast Draw inclui vários eventos, cada um com seu próprio recorde mundial. O recorde com o menor tempo é o estilo livre aberto de tiro único (usando uma arma leve) realizado por Ernie Hill, de Litchfield Park, Arizona, com um tempo registrado de 0,208 segundos. Munden recebeu ceticismo principalmente devido à ausência de evidências escritas de seus recordes e pela ausência de seus supostos 3.500 troféus.

## Stan Lee's Superhumans
Aos 68 anos, Bob Munden apareceu em Stan Lee's Superhumans. Nele, foi descoberto que sua mão está resistindo a 10 Gs de força quando sua arma é sacada. Em uma demonstração, usando um revólver Colt .45 de ação simples, ele atirou em dois balões a dois metros de distância em menos de um décimo de segundo.

## Morte
De acordo com sua esposa Becky, Bob começou a sentir dores no peito enquanto voltava do hospital de Missoula para casa em Butte, após receber tratamento para um leve ataque cardíaco. A milhas de um hospital, ele disse à esposa para continuar dirigindo antes de morrer logo depois.